# Minori
Minori er en italiensk by (og kommune) i regionen Campania i Italien, med omkring 2.578(2023) indbyggere. 